# Persea mutisii
Persea mutisii är en lagerväxtart som beskrevs av Carl Sigismund Kunth. Persea mutisii ingår i släktet avokador, och familjen lagerväxter. Inga underarter finns listade i Catalogue of Life.